# Палки-шумелки

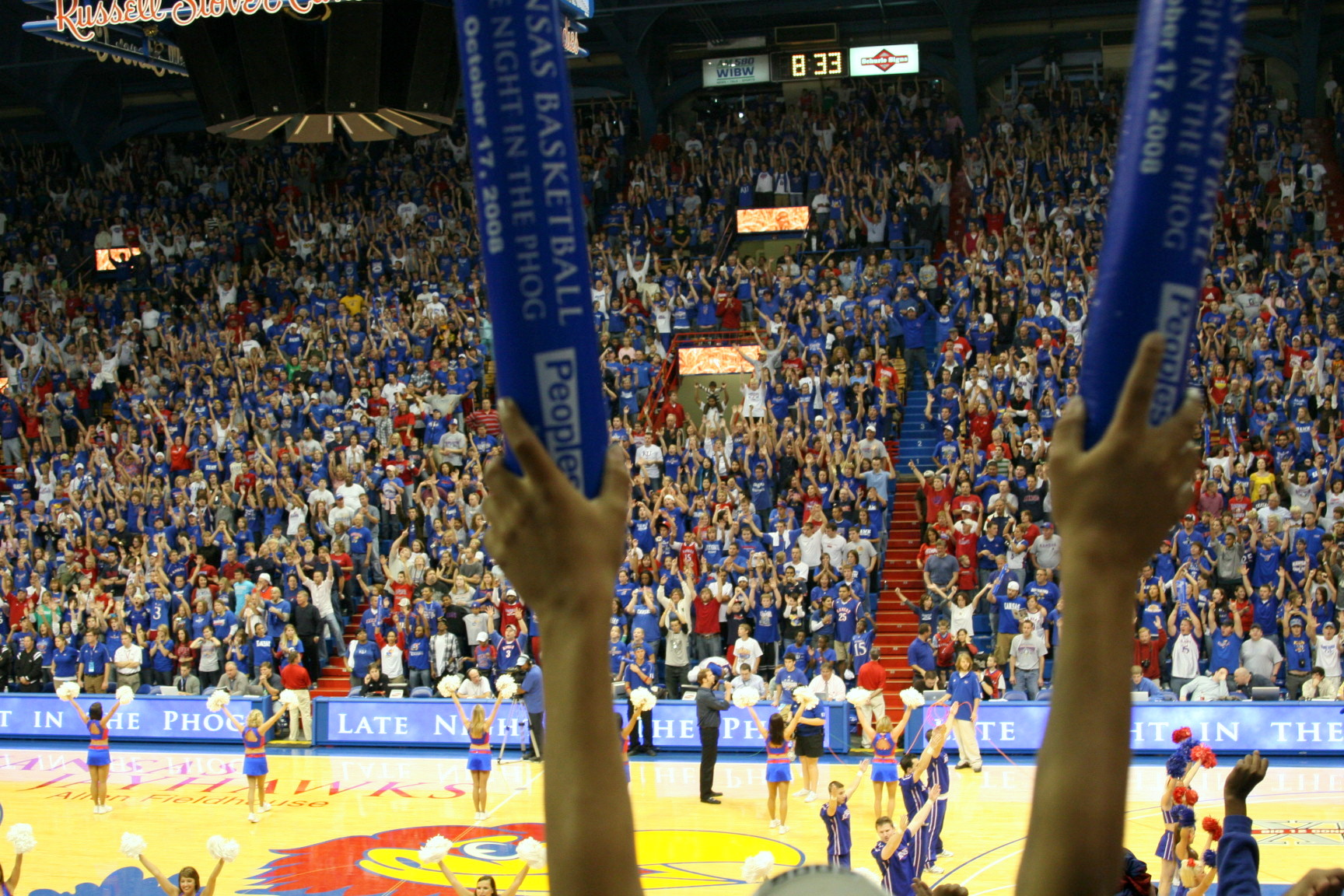
Фанаты Канзас Джейхокс отмечают Midnight Madness.

Палки-шумелки (англ. Thundersticks) — также известные, как надувные шумящие палки фанатов, палки-стучалки, «хлопушки» или «весельчаки» — продолговатые узкие полиэстеровые шары, используемые для создания шума. Звуковой эффект создаётся, когда палки ударяются друг о друга. Чаще всего они используются на спортивных мероприятиях, митингах или концертах. Эффект от сотен одновременно сталкивающихся палок-шумелок (особенно в закрытом пространстве) может быть очень впечатляющим. Часто фанаты, сидящие за баскетбольным кольцом или футбольными воротами, используют палки-шумелки, чтобы отвлечь команду соперника.

## Происхождение и распространение
Созданы палки-шумелки были в Республике Корея, а популярность в США получили благодаря активному использованию фанатами бейсбольной команды Анахайм Энджелс во время Мирового кубка 2002 года. Сегодня фанаты многих других видов спорта используют палки-шумелки с логотипами любимых команд, чтобы поддержать их во время матча.
Вы можете встретить болельщиков с палками-шумелками на множестве спортивных событий — от соревнований по крикету в Индии до футбольных чемпионатов по всей Европе (часто их также называют: «energystix», «хлопушки» или «весельчаки» — «cheersticks» или «bangers»).